# Robertas Šarknickas

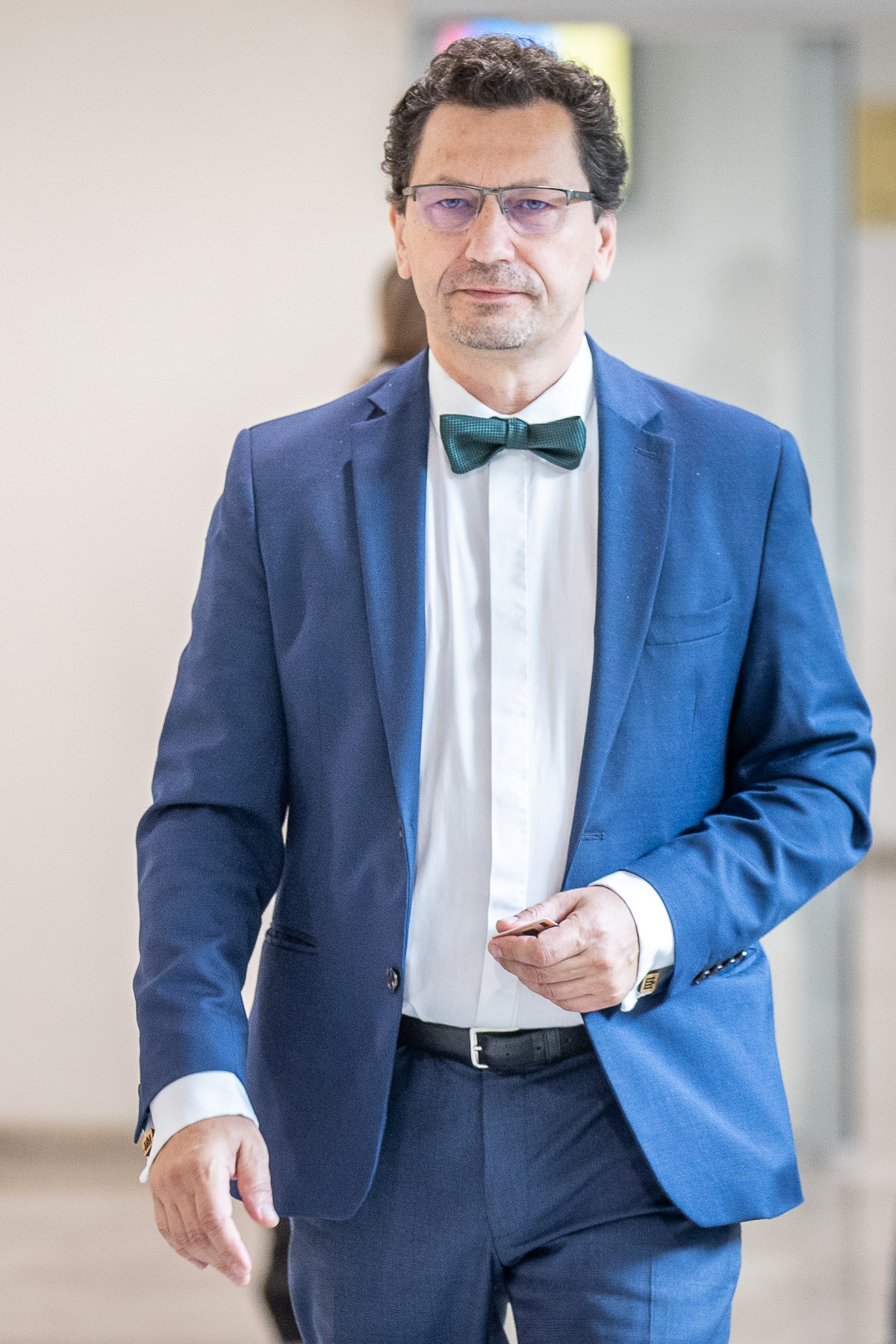
Robertas Šarknickas

Robertas Šarknickas (* 1974 in Kaunas) ist ein litauischer Politiker.

## Leben
Robertas Šarknickas wuchs ohne Eltern auf. Ab 14 Jahren lebte er im Kinderheim in Šiauliai und  Obeliai bei Rokiškis. 1989 lernte er an der Agrarschule Alanta. 1996 arbeitete er im Bau in Deutschland
und von 1996 bis 2003 im Theater der Stadtgemeinde Alytus. 2003 absolvierte er das Bachelorstudium an der Lietuvos muzikos ir teatro akademija in Vilnius. Von 2003 bis 2015 war er Lehrer in Alytus und Panemunė.
Von 2015 bis 2016 war er Mitglied im Stadtrat Alytus.
Seit 2016 ist er Mitglied im Seimas.

## Bibliografie
- Šarkos sielos šauksmas: atsiminimai. Vilnius: Versus aureus, 2015. ISBN 978-9955-34-593-0